# Belo Monte
Belo Monte este un oraș în statul Alagoas (AL) din Brazilia.